# ونه‌ده
ونه‌ده (به لاتین: Vənədi) یک منطقه مسکونی در جمهوری آذربایجان است که در شهرستان لریک واقع شده است.

## جمعیت
ونه‌ده ۹۹۶ نفر جمعیت دارد.

## ریشه واژه
وَن در زبان تالشی به‌معنی درخت زبان گنجشک یا نارون است و دی همان ده یا روستا است و ونه‌دی یا ونه‌ده یعنی روستایی که در آن درخت زبان گنجشک/نارون وجود دارد.